# Eleição municipal de Sertãozinho (São Paulo) em 2016
A eleição municipal de Sertãozinho em 2016 aconteceu no dia 2 de outubro para eleger um prefeito, um vice-prefeito e 17 vereadores para a administração do município de Sertãozinho, no Estado de São Paulo.
O prefeito Zezinho Gimenez, do PSDB, foi reeleito com 59,02% dos votos válidos, sendo vitorioso no primeiro turno. Valter Almussa (PSB) saiu da chapa de Zezinho e concorreu ao posto de prefeito, ficando assim em segundo lugar, com 39,03% dos votos. O Dr. Eliezer Costa (PTN) obteve a terceira colocação, com 1,95% dos votos. Sertãozinho foi um dos 793 municípios vencidos pelo PSDB; no Brasil, há 5.570 cidades.

## Antecedentes
Na eleição municipal de 2012, foram quatro candidatos à prefeitura, Zezinho Gimenez (PSDB), Nerio Costa (PPS), Tiago Lira (PT) e Garcia (PSOL). O prefeito eleito foi Zezinho Gimenez, do PSDB, com 61,05% dos votos válidos, assim sendo vitorioso logo no primeiro turno. O vice-prefeito eleito na chapa de Zezinho foi Valter Almussa.

## Eleitorado
Em 2016, na eleição estiveram aptos a votar 88.404 eleitores, o que correspondia a 78,31% da população total da cidade.

## Candidatos
Foram três candidatos á prefeitura de 2016 : Zezinho Gimenez do PSDB, Valter Almussa também do PSDB e Dr.Eliezer Costa do PTN.
| Candidatos        | Vice     | Partido | Coligação                                                                                                |
| ----------------- | -------- | ------- | --- |
| Zezinho Gimenez   | Niltinho | PSDB    | Juntos por Sertãozinho (PSDB / PSL / PV / PP / PTB / PRP / PPS / PSD / PROS / PR / PDT / DEM / PHS / SD) |
| Valter Almussa    | Vilmar   | PSB     | Transparência com mais trabalho e amor PMDB / PSC / PMB / PRB / PSB / PCdoB                              |
| Dr. Eliezer Costa | Garcia   | PTN     | Juntos podemos mudar PT / PSOL / PEN / PTN                                                               |

## Campanha
As eleições de 2016 em Sertãozinho ficaram marcadas pelas desavenças entre os candidatos Zezinho Gimenez e Valte Almussa, que eram atuais prefeito e vice-prefeito, E que romperam a aliança pouco antes do início da campanha eleitoral. Zezinho Gimenez focou sua campanha na retomada de investimentos e na geração de empregos na cidade, destacando que o município foi um dos mais afetados pela crise econômica na região.

## Resultados

##### Prefeito
No dia 2 de outubro de 2016, com 59% dos votos válidos, Zezinho Gimenez foi reeleito.
| Candidato(a)            | Vice                   | 1º Turno 2 de outubro de 2016 | 1º Turno 2 de outubro de 2016 |
| Candidato(a)            | Vice                   | Votação                       | Votação                       |
|                         |                        | Total                         | Porcentagem                   |
| ----------------------- | ---------------------- | ----------------------------- | ----------------------------- |
| Zezinho Gimenez (PSDB)  | Niltinho (PPS)         | 35.256                        | 59,02%                        |
| Valter Almussa (PSB)    | Vilmar (PMDB)          | 23.319                        | 39,03%                        |
| Dr. Eliezer Costa (PTN) | Garcia (PSOL)          | 1.164                         | 1,95%                         |
| Total de votos válidos  | Total de votos válidos | 59.739                        | 86,29%                        |
| Votos em branco         | Votos em branco        | 6.213                         | 8,97%                         |
| Votos nulos             | Votos nulos            | 3.565                         | 16,93%                        |
| Total                   | Total                  | 69.232                        | 100%                          |
| Abstenções              | Abstenções             | 19.17                         | 21,69%                        |
| Votos apurados          | Votos apurados         | 62.034                        | 86,60%                        |
| Total de eleitores      | Total de eleitores     | 88.404                        | 100%                          |

##### Vereadores
Na eleição para a Câmara Municipal de Sertãozinho, o PSDB foi o partido que mais elegeu vereadores, com 4. Seguido por 2 do PTB, 2 do PMDB e 2 do PSDB. O vereador mais votado foi Dr. Wilisinho (PSDB), que recebeu 3.298 votos. 
Abaixo, o resultado da eleição para a Câmara Municipal de Sertãozinho por candidato eleito, partido e número de votos:
| Candidato             | Número | Partido | Votos | Porcentagem |
| --------------------- | ------ | ------- | ----- | ----------- |
| Dr. Wilsinho          | 45645  | PSDB    | 3,298 | 5.31%       |
| Zezinho Atrapalhado   | 14661  | PTB     | 2,320 | 3.73%       |
| Ricardo Almussa       | 20000  | PSC     | 1,728 | 2.78%       |
| Cesinha               | 15120  | PMDB    | 1,431 | 2.30%       |
| Eduardo da Segurança  | 14250  | PTB     | 1,239 | 1.99%       |
| Neli Tonielo          | 23011  | PPS     | 1,191 | 1.92%       |
| Renatinho Schiavinato | 43000  | PV      | 911   | 1.47%       |
| Acacio Tobias         | 45000  | PSDB    | 814   | 1.31%       |
| Samuel Sandrin        | 22000  | PR      | 812   | 1.31%       |
| Lúcio da Rádio        | 22022  | PR      | 789   | 1.27%       |
| Antonio Marcolino     | 10123  | PRB     | 772   | 1.24%       |
| Cassia do Mercado     | 15444  | PMDB    | 754   | 1.21%       |
| Babá da Farmácia      | 40321  | PSB     | 748   | 1.20%       |
| Dino Merlin           | 45045  | PSDB    | 698   | 1.12%       |
| Pastora Márcia        | 45144  | PSDB    | 685   | 1.10%       |
| Rogério Rodrigues     | 43333  | PV      | 681   | 1.10%       |
| Dr Paulo Kroll        | 40560  | PSB     | 405   | 0.65%       |

| Votos válidos   | Votos válidos   | 62.034 | 86,60% |
| Votos nulos     | Votos nulos     | 4.002  | 5,78%  |
| Votos em branco | Votos em branco | 3.196  | 4,62%  |
| Total           | Total           | 69.232 | 100%   |
| --------------- | --------------- | ------ | ------ |

## Análises
Zezinho Gimenez (PSDB) foi reeleito, com 59% dos votos. Aos 65 anos de idade, estava no seu quarto mandato: exerceu dois mandados consecutivos entre 2001 e 2009, foi eleito em 2012 e reeleito em 2016. Na sua primeira candidatura, em 1996, perdeu para a então candidata Neli Tonielo, do PPS.